# D-Day Dodgers

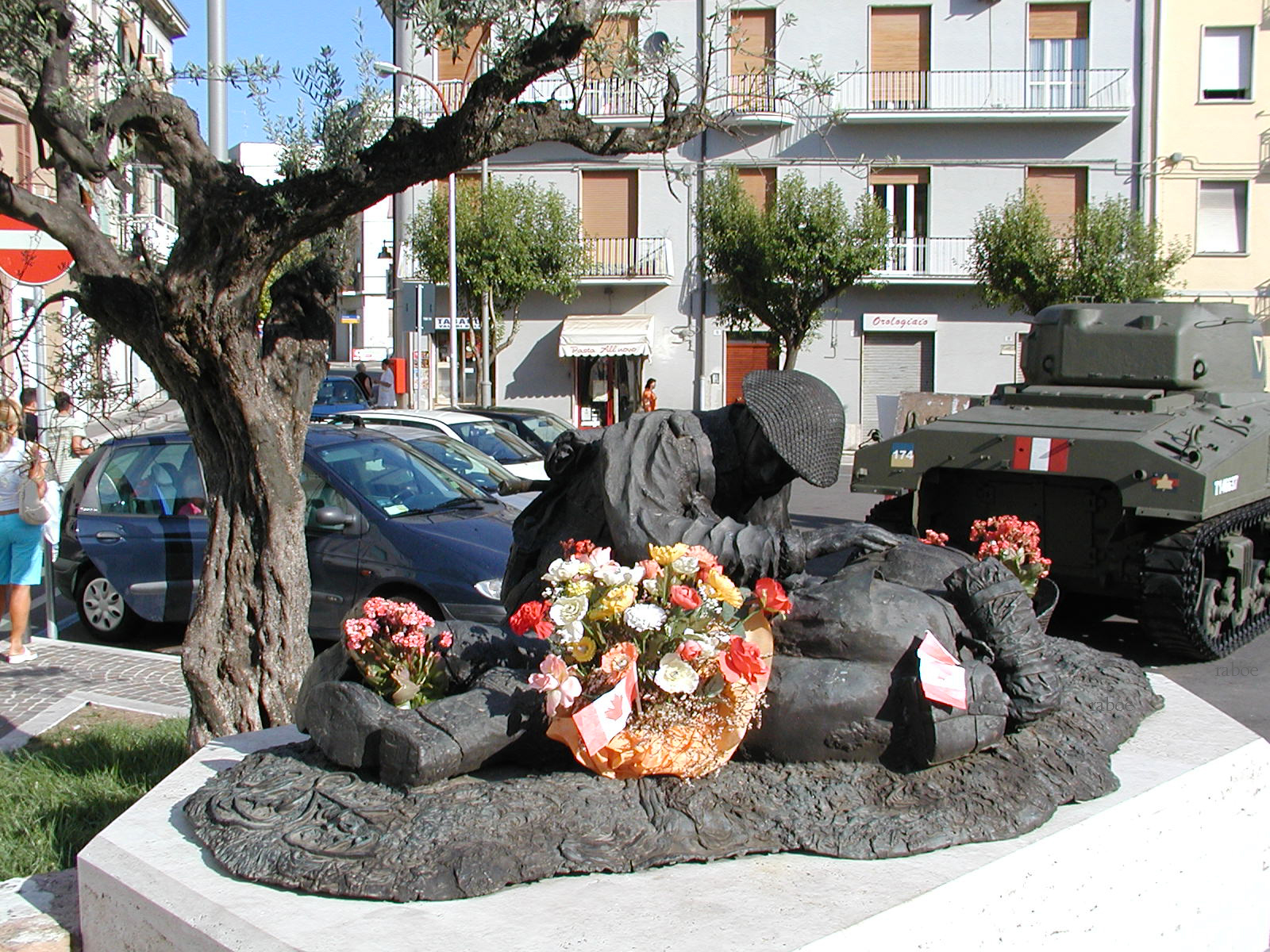
Mahnmal an die vielen Toten alliierten Soldaten in Ortona

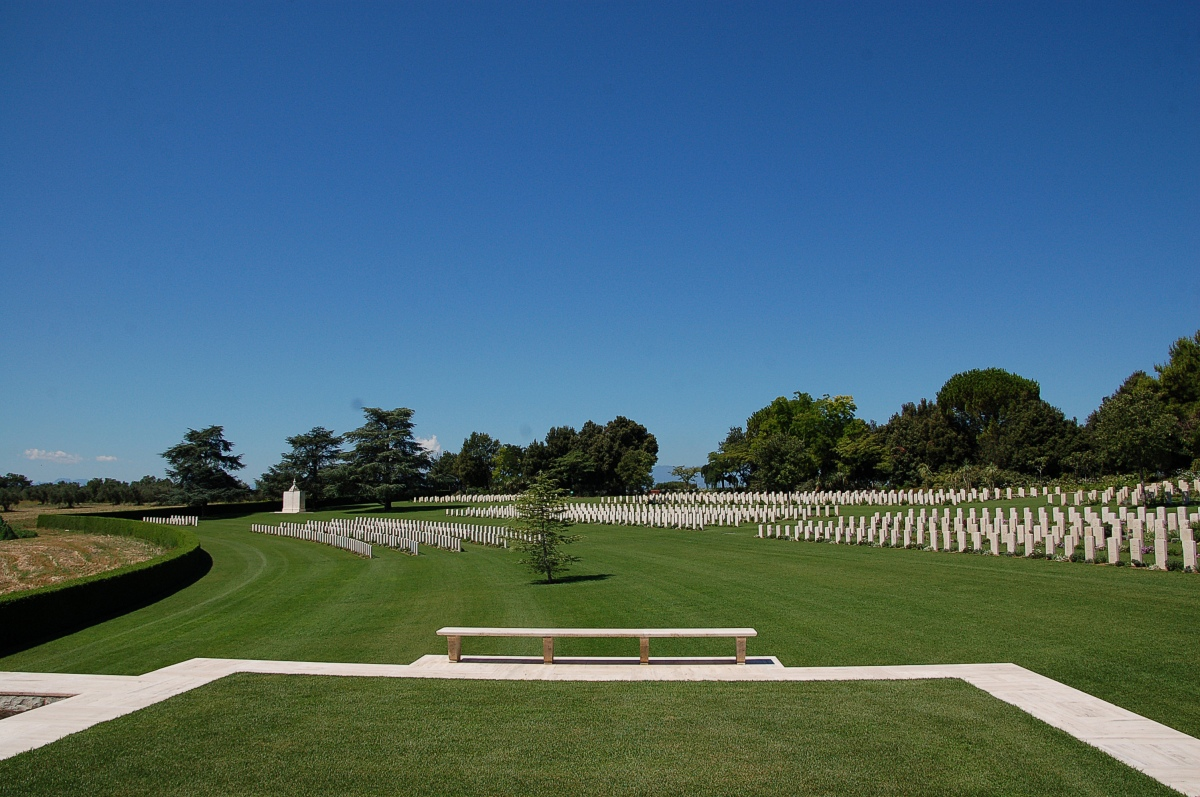
Englischer Soldatenfriedhof bei Torino

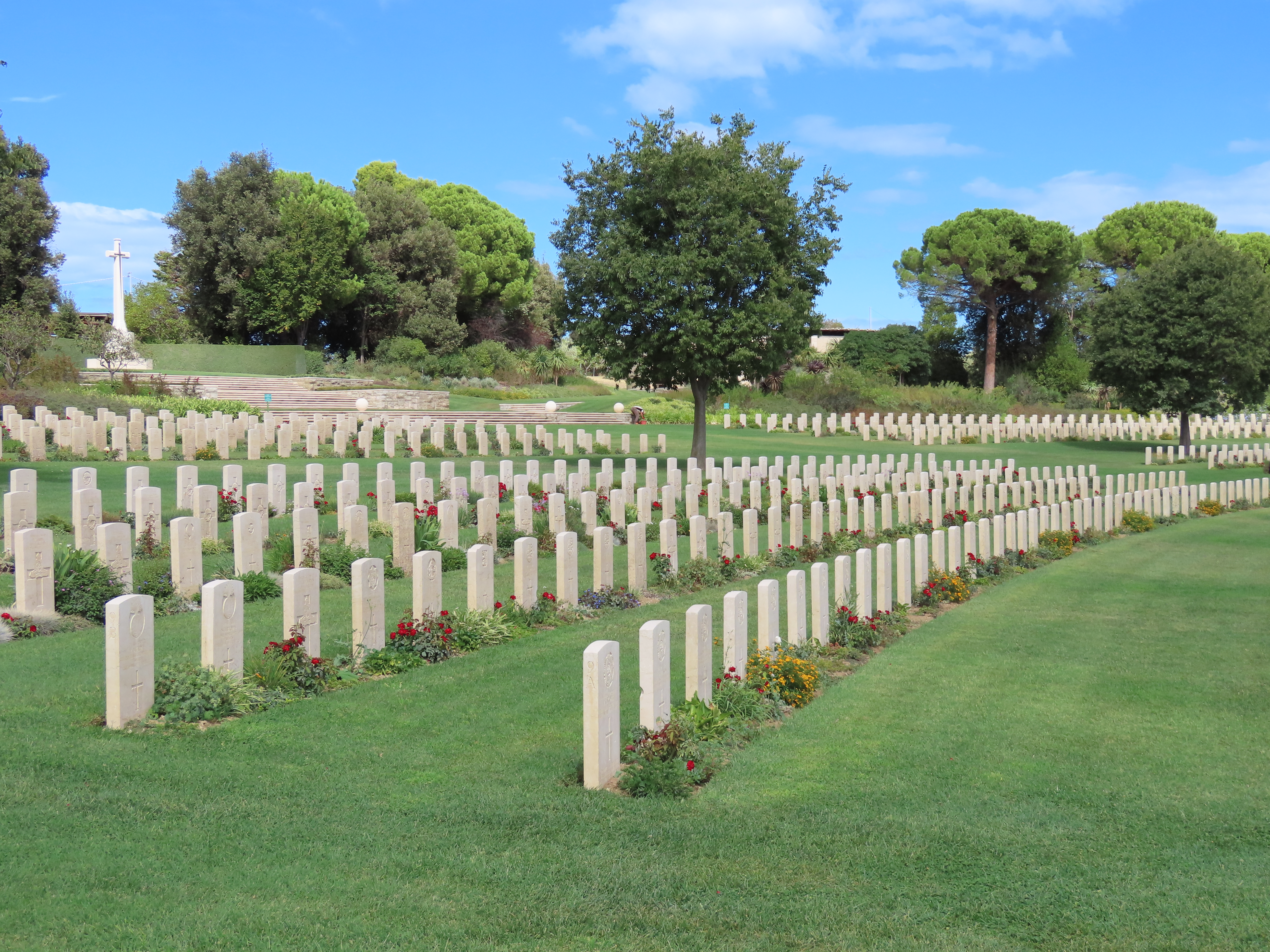
Letzte Ruhestätte für über 2.600 Soldaten

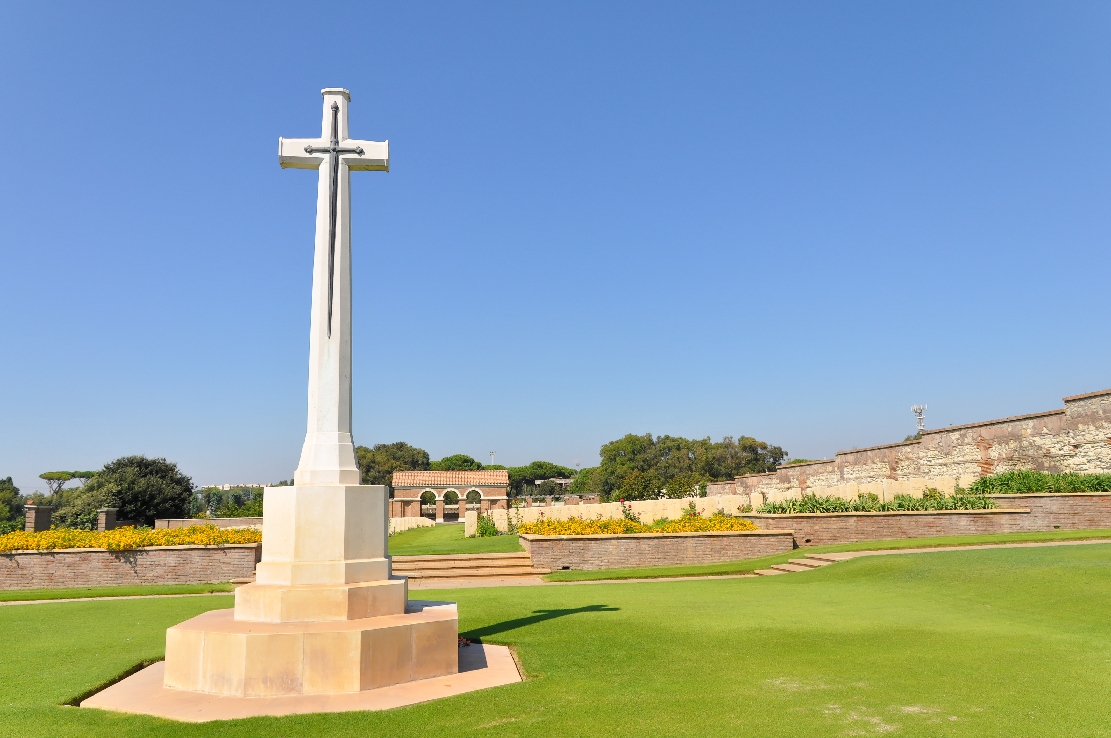
Britische Soldatengräber in Anzio

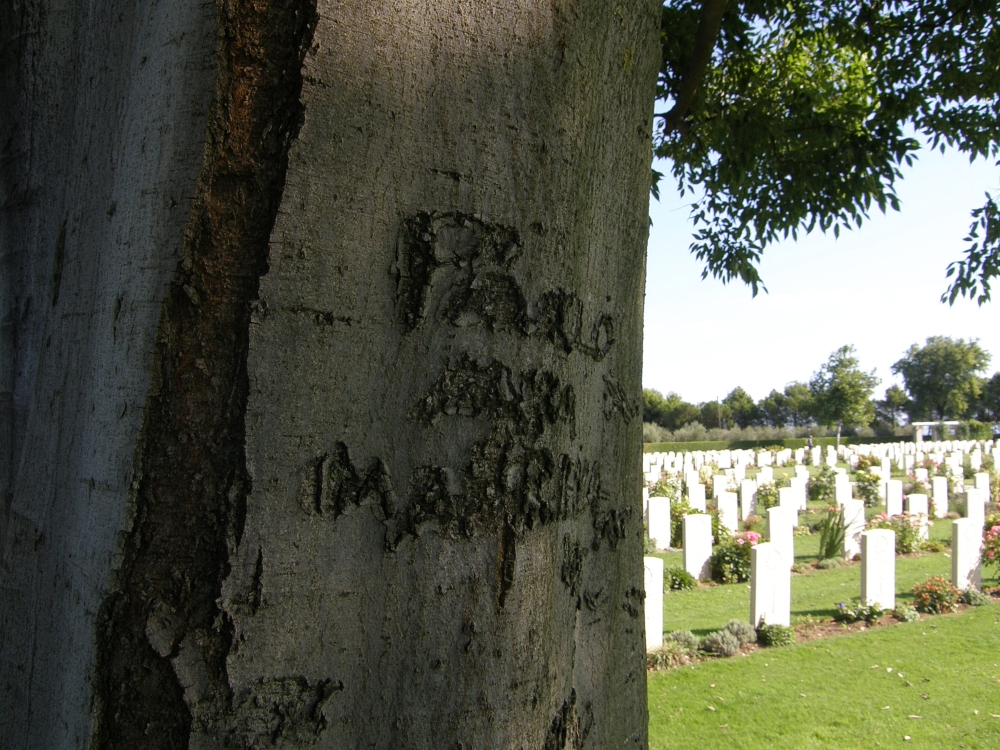
Eine Nachricht geritzt in einem Baum auf den kanadischen Soldatenfriedhof

D-Day Dodgers ist ein Begriff für die alliierten Soldaten, die während des Zweiten Weltkrieges in Italien kämpften und somit nicht am D-Day der Operation Overlord teilnahmen. Er inspirierte den britischen Soldaten Harry Pynn zu einem populären Kriegslied (Roud Folk Song Index Nr. 10499).

## Hintergrund
Während des Krieges verbreitete sich ein Gerücht, dass der Begriff von Nancy Astor, einem Mitglied des britischen Parlaments, verbreitet wurde, die ihn aus einem Brief eines desillusionierten Soldaten aus Italien hätte. Der Soldat unterschrieb den Brief mit „D-Day Dodger“. Allerdings gibt es keine Aufzeichnungen, die belegen, dass Astor innerhalb oder außerhalb des Parlaments davon gesprochen hätte, und sie selbst bestritt, es jemals gesagt zu haben.
Der Bezug auf einen „D-Day Dodger“ war beißend sarkastisch angesichts der großen Anzahl von alliierten Soldaten, die bei den Kämpfen an der italienischen Front getötet oder verwundet wurden. Die Soldaten in Italien hatten das Gefühl, dass ihre Opfer nach der Invasion der Normandie ignoriert wurden und ein „D-Day Dodger“ jemand sei, der angeblich den Kampf zu vermeiden suchte, indem er in Italien diente. Denn ein „Dodger“ ist ein Drückeberger, während die Wirklichkeit eine ganz andere war.

## Geschichte der BalladeD-Day Dodgers
Es gibt mehrere Textversionen des Liedes, das auf die Melodie des bekannten deutschen Kriegsliedes Lili Marleen gesungen wurde. Lili Marleen war ein Lieblingslied der britischen 8. Armee, seit sie in der Wüste gegen Rommel gekämpft hatte. Viele Veteranen der 8. Armee nahmen anschließend an der Landung in Italien teil. D-Day Dodgers setzte sich erst in den letzten Monaten des Krieges und bei Nachkriegsvereinigungen mit Begeisterung durch.
Das Lied wurde im November 1944 von Lance-Sergeant Harry Pynn von der Panzerbergungs-Abteilung der 19. Heeres-Feuerwehr geschrieben, der bei der britischen 78. Infanteriedivision Dienst tat, als diese gerade südlich von Bologna in Italien kämpfte. Es gab viele Variationen der Verse und sogar des Refrains, aber allgemein ergeht sich das Lied sehr sarkastisch darüber, wie einfach doch das Leben der Soldaten in Italien gewesen sei. In den Originaltexten gab es keine Erwähnung von Lady Astor.
Tatsächlich hatten viele alliierte Soldaten in Italien Grund zur Bitterkeit, da der Großteil der materiellen Unterstützung der alliierten Armeen nach der Invasion in die Normandie nach Nordwesteuropa ging. Sie bemerkten auch höhnisch, dass sie an mehreren eigenen „D-Days“ teilgenommen hätten, bevor die Landungen in Normandie im Volksmund als „D-Day“ bekannt wurden. Der Ausdruck wurde verwendet, um den Stichtag einer größeren militärischen Operation zu bezeichnen. Populär wurde dieser Begriff in der Presse vor allem als ein Synonym für die Landung in der Normandie. Die alliierten Soldaten, die an der italienischen Front kämpften, stellten fest, dass sie bereits elf Monate vor dem „Normandy D-Day“ kämpften, einige von ihnen hatten bereits vorher im Nordafrikafeldzug gedient.
Die zahlreichen Friedhöfe der Commonwealth War Graves Commission in ganz Italien legen Zeugnis von der Härte der Kämpfe ab, die während der Operation Avalanche oder bei der darauffolgenden Schlacht um Monte Cassino stattfanden.
Obwohl Hamish Henderson das Lied nicht selber verfasste, sammelte er verschiedene Versionen davon und es wird ihm auf dem Cover des Albums Contemporary Campbells der Ian Campbell Folk Group zugeschrieben. Viele verschiedene Variationen wurden aufgezeichnet.

## Liedtext und Varianten
| Originaltext: | Freie Übersetzung: |

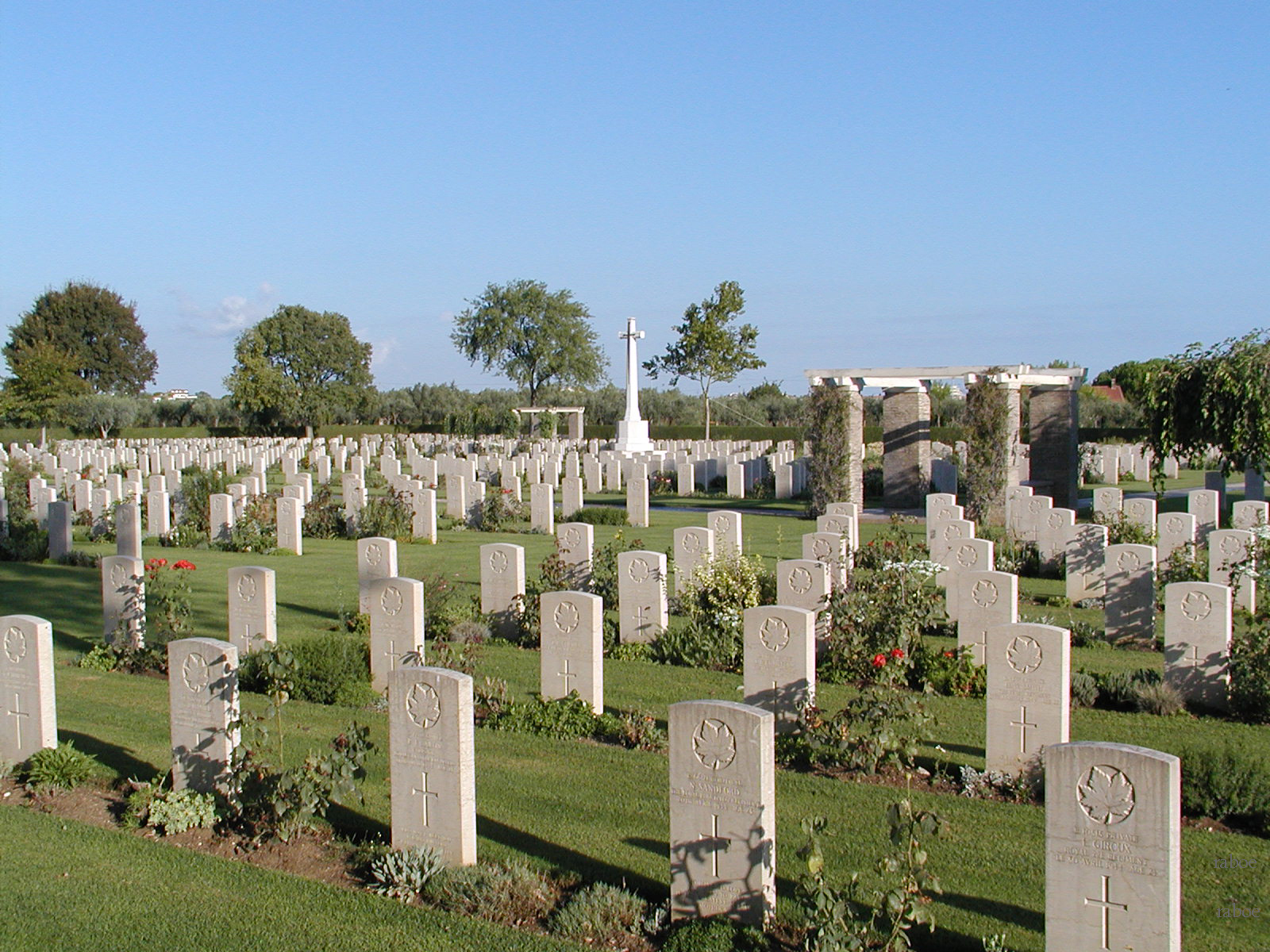
Kanadische Gräber in Ortona

| We’re the D-Day Dodgers out in Italy – Always on the vino, always on the spree. Eighth Army scroungers and their tanks We live in Rome - among the Yanks. We are the D-Day Dodgers, over here in Italy. We landed at Salerno, a holiday with pay, Jerry brought the band down to cheer us on our way Showed us the sights and gave us tea, We all sang songs, the beer was free. We are the D-Day Dodgers, way out in Italy. The Volturno and Cassino were taken in our stride We didn't have to fight there. We just went for the ride. Anzio and Sangro were all forlorn. We did not do a thing from dusk to dawn. For we are the D-Day Dodgers, over here in Italy. On our way to Florence we had a lovely time. We ran a bus to Rimini right through the Gothic Line. On to Bologna we did go. Then we went bathing in the Po. For we are the D-Day Dodgers, over here in Italy. Once we had a blue light that we were going home Back to dear old Blighty, never more to roam. Then somebody said in France you’ll fight. We said never mind, we’ll just sit tight, The windy D-Day Dodgers, out in Sunny Italy. Now Lady Astor, get a load of this. Don’t stand up on a platform and talk a load of piss. You’re the nation’s sweetheart, the nation's pride We think your mouth’s too bloody wide. We are the D-Day Dodgers, in Sunny Italy. When you look ’round the mountains, through the mud and rain You’ll find the crosses, some which bear no name. Heartbreak, and toil and suffering gone The boys beneath them slumber on They were the D-Day Dodgers, who’ll stay in Italy. So listen all you people, over land and foam Even though we’ve parted, our hearts are close to home. When we return we hope you'll say „You did your little bit, though far away All of the D-Day Dodgers, way out there in Italy.“ | Wir sind die D-Day Dodgers in Italien – Immer auf dem vino (Wein), immer auf der Jagd die 8.-Armee-Schmarotzer und ihre Panzer Wir leben in Rom - unter den Yanks (GIs) Wir sind die D-Day Dodgers, hier in Italien. Wir landeten bei Salerno, ein Urlaub mit Bezahlung, Eine kanadische Version: Wir landeten bei Pachino, ein Urlaub mit Bezahlung, Jerry (Wehrmacht) brachte die Band, um uns auf unserem Weg zu bejubeln. Zeigte uns die Sehenswürdigkeiten und gab uns Tee, wir alle sangen Lieder, das Bier war umsonst. Denn wir sind die D-Day Dodgers, hier in Italien Der Volturno und Cassino wurden auf unserem Weg eingenommen Eine kanadische Version: Der Moro und Ortona wurden auf unserem Weg eingenommen Wir mussten dort nicht kämpfen. Wir fuhren einfach durch Anzio und Sangro, sie waren alle verlassen Wir haben von der Dämmerung bis zum Morgengrauen nichts zu tun. Denn wir sind die D-Day Dodgers, hier in Italien. Auf dem Weg nach Florenz hatten wir eine schöne Zeit. Wir führen mit dem Bus nach Rimini, gerade durch die Gotenstellung. Weiter ging’s nach Bologna, dann badeten wir im Po. Denn wir sind die D-Day Dodgers, hier in Italien. Einmal hatten wir blaues Licht um nach Hause zu kommen, zurück zur alten geliebten Blighty, um nie mehr herumzuwandern. Aber dann sagte jemand: in Frankreich sollt ihr kämpfen. Wir sagten: scheiß drauf, wir bleiben lieber hier, Die ängstlichen D-Day Dodgers, aus dem sonnigen Italien. Nun Lady Astor, hör dir das mal an: Steh nicht auf einem Podium und rede einen Haufen Unsinn. Du bist der Liebling und Stolz der Nation. Wir denken, du reißt den Mund ganz schön weit auf. Wir sind die D-Day Dodgers, in dem sonnigen Italien. Schaust du entlang der Berge, im Schlamm und im Regen, Dann findest Du Kreuze, die keinen Namen tragen. Ihr Herz ist gebrochen an den Mühen und Leid, Die Jungs darunter liegen schlafend. Sie waren die D-Day Dodgers, die in Italien geblieben sind. Also hört mal her ihr alle, über Land und über See Auch wenn wir getrennt sind, sind unsere Herzen bei der Heimat. Wenn wir zurückkehren, hoffen wir, ihr werdet sagen: „Ihr habt euer Scherflein beigetragen, obwohl weit entfernt All ihr D-Day Dodgers, da draußen in Italien.“ |

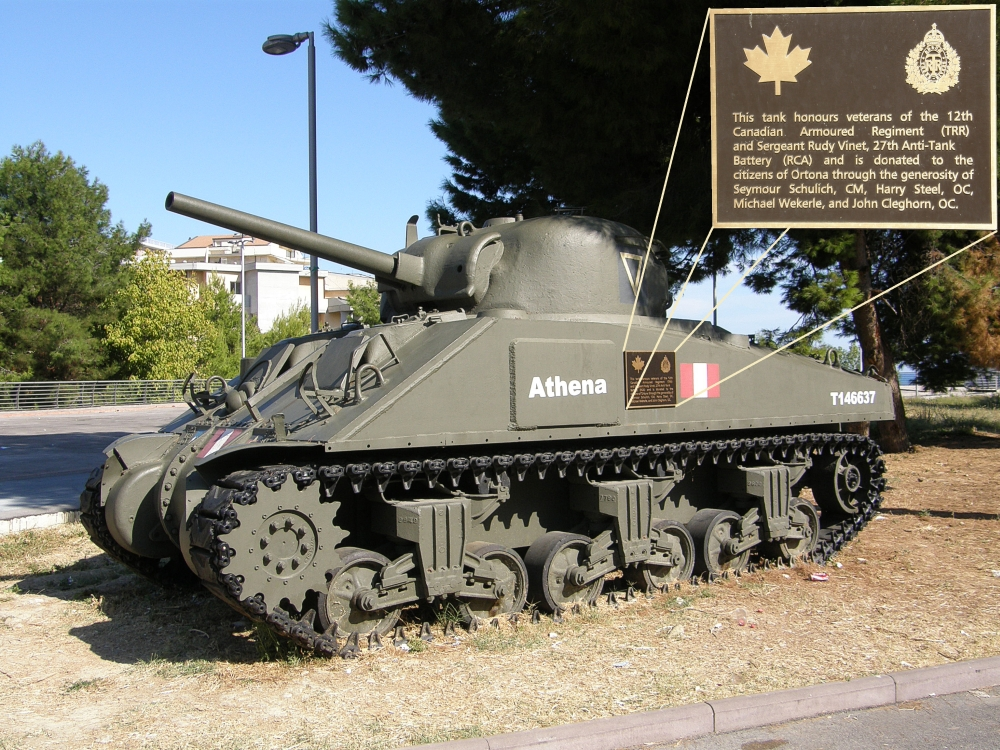
Ein Panzer als Mahnmal, gestiftet von kanadischen Soldaten

## Aufnahmen des Liedes
- Ian Campbell Folk Group auf Contemporary Campbells (1965)
- The Clancy Brothers and Tommy Makem auf Home Boys Home (1968)[6]
- Ian Robb auf From Different Angels (1994)
- Pete Seeger on Kisses Sweeter Than Wine (1996)
- The Yetties auf der Argo-LP Up in Arms (1974; Track als Lili Marlele gelistet)
- The Houghton Weavers auf Songs of Conflict (2012)
- The Spinners auf By Arrangement (1973)
- The Leesiders auf The Leesiders (1968)